# Геологічна світа

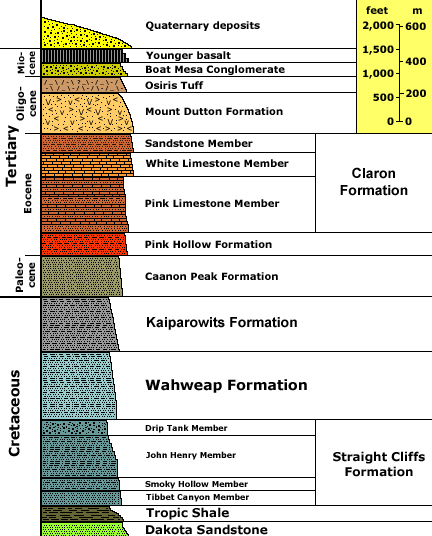
Різні світи відслонення на схилах Брайс-Каньйону (США) позначені різними кольорами

Світа геологічна (англ. suite, formation, series; нім. Schichtenpaket, Schichtenfolge, Gefolge) — основна таксономічна одиниця місцевих стратиграфічних підрозділів, яка охоплює сукупність відкладів, які розвинуті в межах будь-якого геологічного району, характеризуються фаціально-літологічними або петрографічними особливостями і займають визначальне стратиграфічне положення в розрізі.

## Загальний опис
Геологічна світа відбиває специфічний етап геологічного розвитку даної ділянки земної кори, що проявляється у своєрідності осадонакопичення, органічних залишків, тектоніки, вулканізму, метаморфізму, кліматичних умов тощо. Тому стратиграфічні межі геологічної світи нерідко не збігаються з межами підрозділів загальної стратиграфічної шкали. Всередині геологічної світи не повинно бути істотних стратиграфічних або кутових неузгоджень. У горизонтальному поширенні світа обмежена порогами структурно-фаціальної зони або іншими частинами геологічного регіону, частиною палеобасейну седиментації. Вік геологічної світи оцінюється за найповнішим її розрізом (стратотипом) або групою розрізів; у різних ділянках розвитку геологічної світи він може трохи різнитись. Підрозділяється на підсвіти, які іменуються нижньою, середньою та верхньою з додаванням географічної назви геологічної світи, а також на допоміжні підрозділи — пачки та пласти (шари).

## Термінологія
Практичним аналогом вітчизняного терміна в іноземній літературі виступає формація (англ. formation) — літостратиграфічний підрозділ (Lithostratigraphic units).